# Відчуження (філософія)
Відчу́ження — соціальний процес, що характеризується перетворенням діяльності людини і її результатів на самостійну силу, пануючу над нею і ворожу їй.

## Ранні розробки проблематики відчуження
У теоріях суспільного договору (Томас Гоббс, Жан-Жак Руссо) під відчуженням розуміли процес деіндивідуалізації соціальних відносин, яке виникало у зв'язку з передачею державі прав особистості.
У філософії Гегеля відчуження було однією з головних категорій. Він розумів відчуження як зовнішній прояв світового розуму у природі та історії й опредметнення сутнісних сил людини.
Останній аспект гегелівського трактування відчуження використовував Людвіг Андреас Фейєрбах для пояснення феномену релігійної віри. Для нього Бог є відчуженням людської сутності, віддаленої від людини і протипоставленої йому.
Мозес Гесс розглядав відчуження, на відміну від Фейєрбаха, не тільки у релігії, але і у політиці та економіці. У нього гроші — це відчуження у економіці, а державна влада — у політиці. У Гесса відчуження мало вже деяке забарвлення фетишизму. На його думку, подолати відчуження можна тільки у новому соціалістичному суспільстві майбутнього.

## Марксистське розуміння відчуження
Проблему відчуження Карл Маркс розглядає у ранній своїй праці «Економічно-філософські рукописи» [вперше опубліковані 1932 року після смерті Маркса] (Ökonomisch-philosophische Manuskripte, 1844). Власне розуміння відчуження у Маркса формувалось під впливом таких відомих німецьких філософів, як Гегель, Гесс, Фейербах.
У розумінні Маркса, феномен відчуження позначає той стан, коли сили, витворені людиною, повертаються проти неї самої, тобто спостерігається явище ворожості рукотворного світу його творцям, втрати контролю людини над продуктами діяльності. Зі зростанням влади людини над природою зростає і її відчуження. Карл Маркс розрізняє чотири види відчуження:
- від результатів своєї праці, бо продукти забирає капіталіст і вони надалі «живуть власним життям»;
- від процесу виробництва, адже слабко уявляє, що робить і для чого;
- від себе, тому що йому протистоїть власне я, жорстко запрограмоване на виробництво, а не на творчість;
- від суспільства, а точніше — від власної родової соціальної сутності;[2]

Карл Маркс наголошував, що відчуження — це продукт певного способу виробництва, а саме капіталістичного. Відчуження у нього виступає і причиною, і наслідком капіталізму. Шлях подолання відчуження, за Марксом, — скасування приватної власності.
Ця концепція допомогла Марксу знайти підтримку серед багатьох західних інтелектуалів, вказавши нові недоліки капіталізму. Вплив марксистського розуміння відчуження можна прослідкувати у працях відомих соціологів XX століття.

## Філософська думка XX століття
Філософська думка XX століття аналізує важливі форми відчуження, які властиві сучасному суспільству. При цьому увага загострюється на тих формах відчуження, де суб'єктом виступає людина, котру залишили без своїх суттєвих характеристик, «обезлюднили». Основними ознаками відчуження у світосприйнятті сучасної людини визнаються:
- відчуття безсилля перед долею;
- розуміння відсутності сенсу існування, неможливості досягти якими-небудь діями очікуваний результат;
- сприйняття оточуючого середовища як світу, де не виконуються взаємні соціальні зобов'язання, зруйнована інституціолізована культура;
- відчуття самотності та виключності людини з існуючих соціальних зв'язків;
- відчуття втрати «справжнього Я», самовідчуження.[3]

Еміль Дюркгайм відмічає втрату членами індустріального суспільства відчуття спільності, ріст в них індивідуалізму на відміну від представників традиційного суспільства. Ця теза лягла у розвиток концепції аномії, що описує стан відчуження, породженого індустріалізацією. Той самий процес розглядає і Фердінанд Тенніс у своїй праці «Спільність та суспільство».
За Освальдом Шпенглером, відчуженість наростає по мірі перетворення культури у цивілізацію, у якій господарює бездушний інтелект, без особистісні форми соціальних зв'язків, котрі пригнічують творче начало особистості.
Аналогічні процеси описав і Макс Вебер, який приділив особливу увагу формалізації соціальної організації, її бюрократизації, що супроводжувалася втратою людини її індивідуальної свободи.
Георг Зіммель акцентував увагу на «інтелектуалізації» суспільного життя та відчуження індивіда від соціальних та культурних утворень, його перехід у раціональну «одновимірність». У пізніх роботах Зіммеля відчуження розглядається як результат суперечності між творчими аспектами життя та застигнувши ми формами культури (вчення про «трагедію творчості»).
Роберт Мертон розвинув концепцію аномії Дюркгейма та використав її у аналізі відхилень у поведінці (девіантної поведінки). Веберівська ж теорія отримала друга життя у працях представників франкфуртської школи.
Неофрейдизм вважає джерелом відчуження та самовідчуження людини міжособистісні відносини, соціально-психологічні явища.
Франкфуртська школа бачить причину відчуження у домінуванні раціональності, яка стала ідеологією панування людини і над природою, і над людиною. Шлях подолання відчуження представники школи бачили у поширенні такого світогляду, який був би заснований на «критичному мисленні» та викривав би різні форми хибної свідомості.
Герберт Маркузе розробив концепцію «одновимірної людини». Вона бере участь у нав'язаній їй споживацькій гонці і стає відчуженою від таких своїх соціальних характеристик, як критичне ставлення до існуючого суспільства, здатність до революційної боротьби за його реформування та інше.

## Відчуження в екзистенціалізмі
Особливий підхід, який вирізнявся з-поміж інших, був у представників екзистенціалізму. Вони розглядали головним джерелом відчуження перетворення техніки у самостійну силу, яка існує за власними законами.
За Карлом Ясперсом, технічне відчуження стало центральним, оскільки техніка все більше заповнює предметне буття людини. Він вважав, що вихід є у розвитку комунікації, у індивідуальному та інтимному спілкуванні, протистоянню будь-якому фанатизму.
В американському екзистенціалізмі як джерело відчуження розглядається не тільки техніка сама по собі, але і прирівнювана до неї раціоналістична філософія, насамперед неопозитивізм. Стверджується, що прийняття установок раціоналізму змушує людини жити не за суб'єктивними законами «життєвого світу», а за законами «наукової картини світу», що і є причиною відчуження. Зняття подібних форм відчуження можливо шляхом переорієнтації на особистісне світосприйняття.
Розрізняючи «справжнє» та «несправжнє» буття, Мартін Гайдеггер розглядає відчуження як форму існування людини у знеособленому світі повсякденності. З його точки зору відчуженість проявляється у виконанні індивідом соціальних ролей, у підкоренні його суспільним нормам поведінки, мислення, мови.